# Бондар Людмила Василівна
Бо́ндар Людми́ла Васи́лівна (нар. 14 березня 1970, с. Майдан-Чапельський, Вінницька область.) — українська художниця. Член Національної спілки художників України (2023)..

## Біографія
Народилася 14 березня 1970 року у с. Майдан-Чапельський Вінницького району Вінницької області. Закінчила Одеське художнє училище ім. М. Б. Грекова, спеціальність — художнє оформлення, художник-оформлювач (1991), факультет художнього моделювання (фах — художник-технолог) Львівської академії мистецтв (1997) Викладачі: Форощук М. М., Алікберов В. М., Шульга З. М., Овсійчук В. А., Яворський Б. А.

## Творчість
Працює в галузі декоративно-прикладного мистецтва. Учасниця багатьох всеукраїнських художніх виставок.
Основні твори із застосуванням текстилю та авторської техніки: «Квіти сонця» (2013), «На пасовиську» (2019), «Подільське дерево життя» (2020), «Різдвяне місто» (2014), «Вікна війни і надії» (2022), «Индики» (2023), «Берегиня наших воїнів. Піксель» (2023).
Членкиня НСХУ з 2023 р.